# Kvarteret Rosteriet

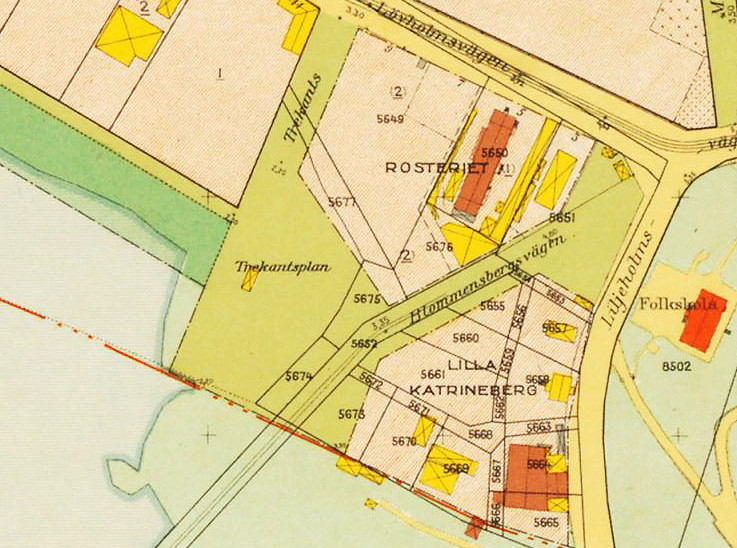
Kvarteren Rosteriet och Lilla Katrineberg före 1940-talet.

Rosteriet är namnet på ett kvarter i Liljeholmen i södra Stockholm. Kvarteret begränsas i norr av Lövholmsvägen, i öster av Liljeholmsvägen och i väster av Trekantsvägen. I sydväst ansluter Trekantsparken. Genom kvarteret leder Rosterigränd. Kvarteret och gränden har sina namn efter ett tyskt surrogatkafferosteri som låg här mellan 1913 och 1920. I kvarteret producerade Pharmacia läkemedel mellan 1920 och 1950 och AB Atomenergi tillverkade bränslestavar för svenska forskningsreaktorer på 1950- och 1960-talen.

## Historik

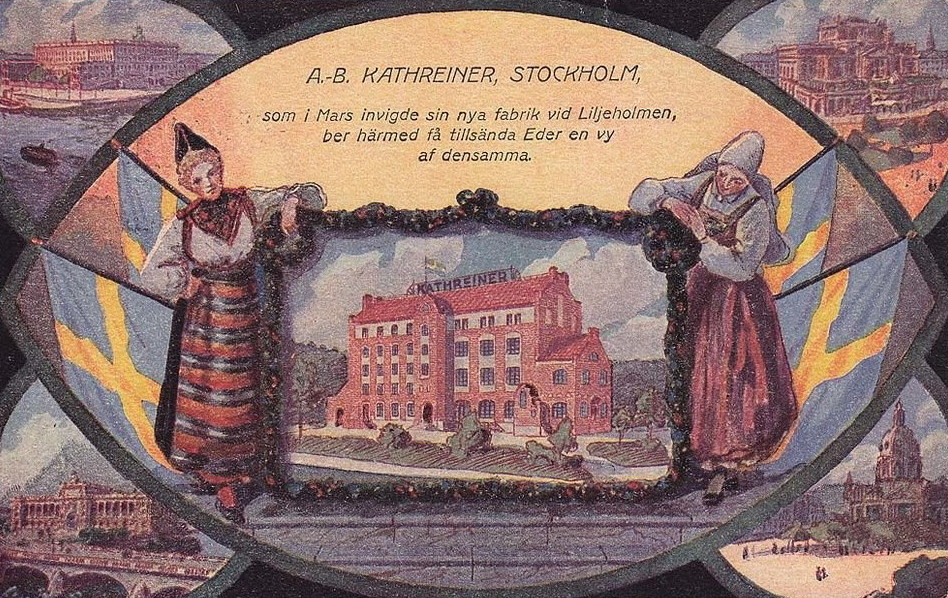
Kathreins fabrik i Liljeholmen 1913.

### Rosteri och läkemedelsproduktion
Dagens kvarter Rosteriet bestod ursprungligen av två kvarter: Rosteriet för den norra delen och Lilla Katrineberg för den södra delen. Först på 1960-talets slut slogs båda ihop till ett gemensamt kvarter. I den norra delen, belägen på området mellan Liljeholmsberget och sjön Trekanten, etablerade 1913 den tyska maltkaffetillverkaren Kathreiners Malzkaffee-Fabriken GmbH sin svenska filial. Namnet Kathreiner går tillbaka till den tyske företagaren Franz Kathreiner (1794–1866). Varumärket Kathreiners inregistrerades 1901 i Tyskland och 1907 i Sverige.
Kathreiner producerade bland annat ett kaffesurrogat på rostat spannmål. Tillverkningen skedde i en nyuppförd långsmal tegelbyggnad i fem våningar. På ett samtida vykort presenterade AB Kathreiner sin nya fabrik vid Liljeholmen och bad härmed att få tillsänder Eder en vy af densamma. Företaget existerade i olika former i Tyskland fram till 1990-talet. På Liljeholmen blev Kathreiner inte gammal. En anledning var att tull på kaffebönor var i Sverige relativt låg och "riktigt" kaffe därför obetydligt dyrare än surrogatkaffe. Redan 1920 köpte läkemedelsföretaget Pharmacia Kathreins tidigare lokaler som anpassades till den nya verksamheten efter ritningar av arkitekt Dag Melin. Pharmacia stannade i kvarteret fram till 1950 då man flyttade till Uppsala.

### Historiska bilder
En bildserie tagen av fotografen Axel Swinhufvud i samband med en dokumentation av Pharmacias verksamhet i Liljeholmen.

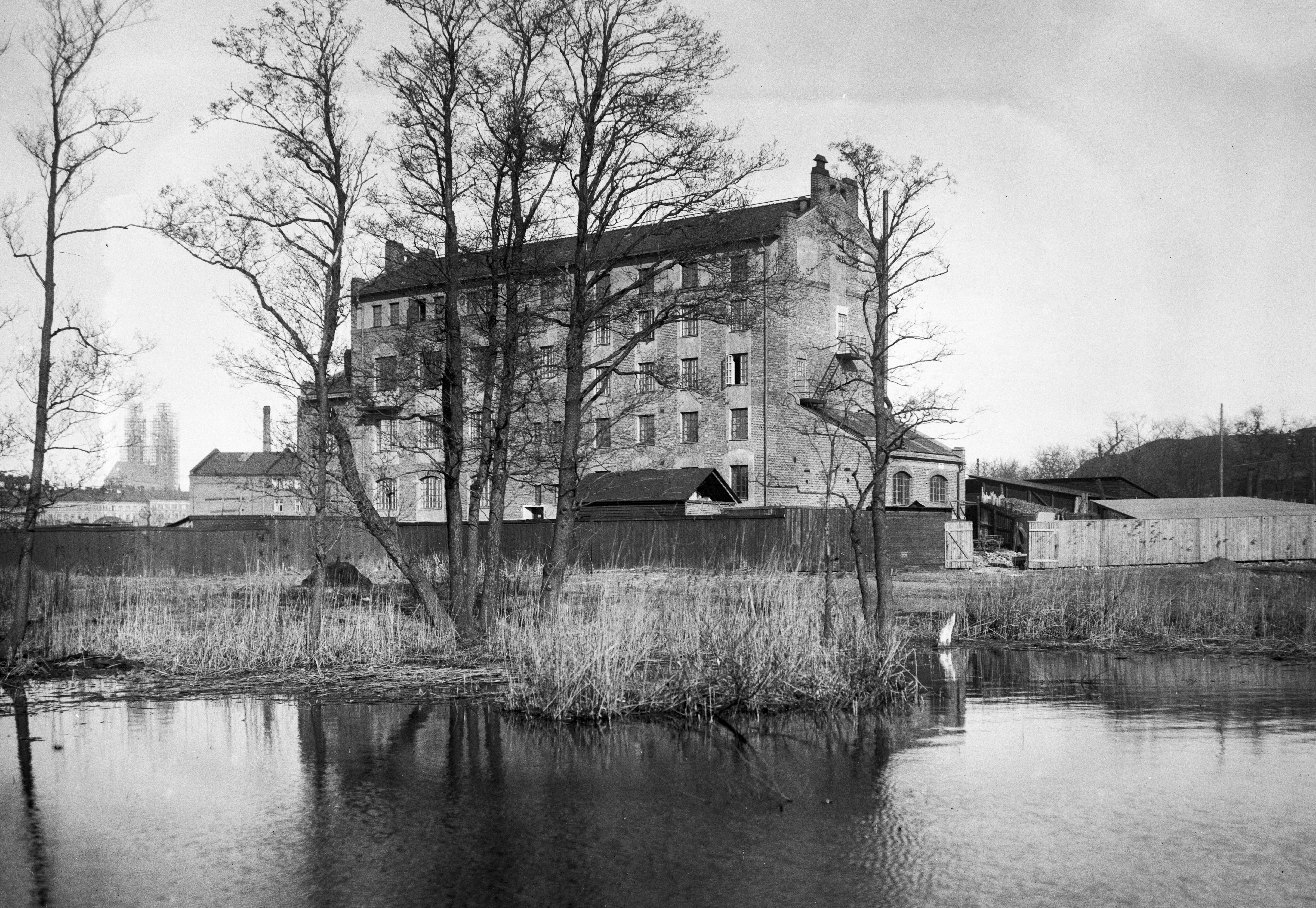
Pharmacias fabrik (före detta AB Kathreiner) 1920-tal.
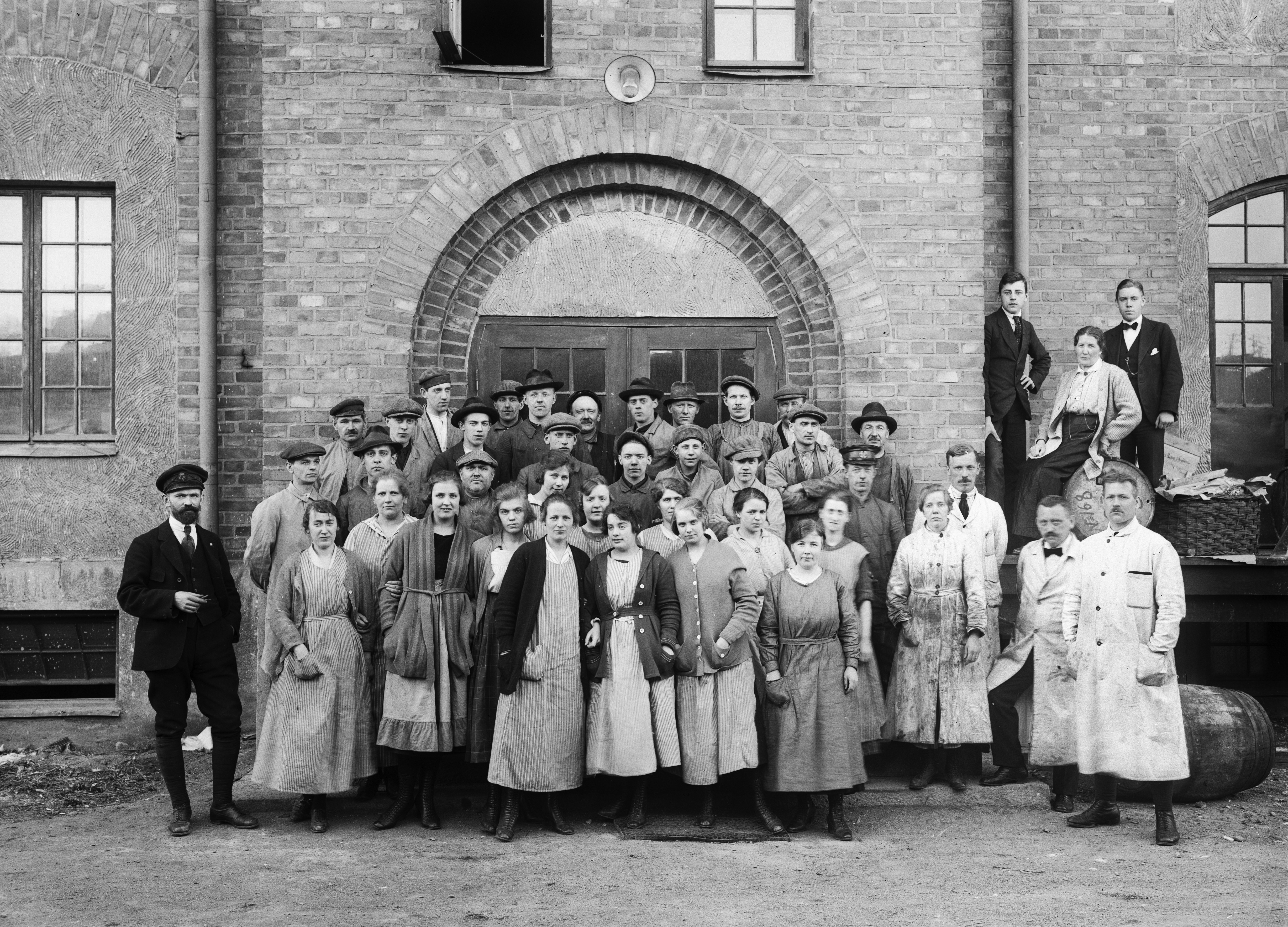
Personalen samlas framför fabriken.
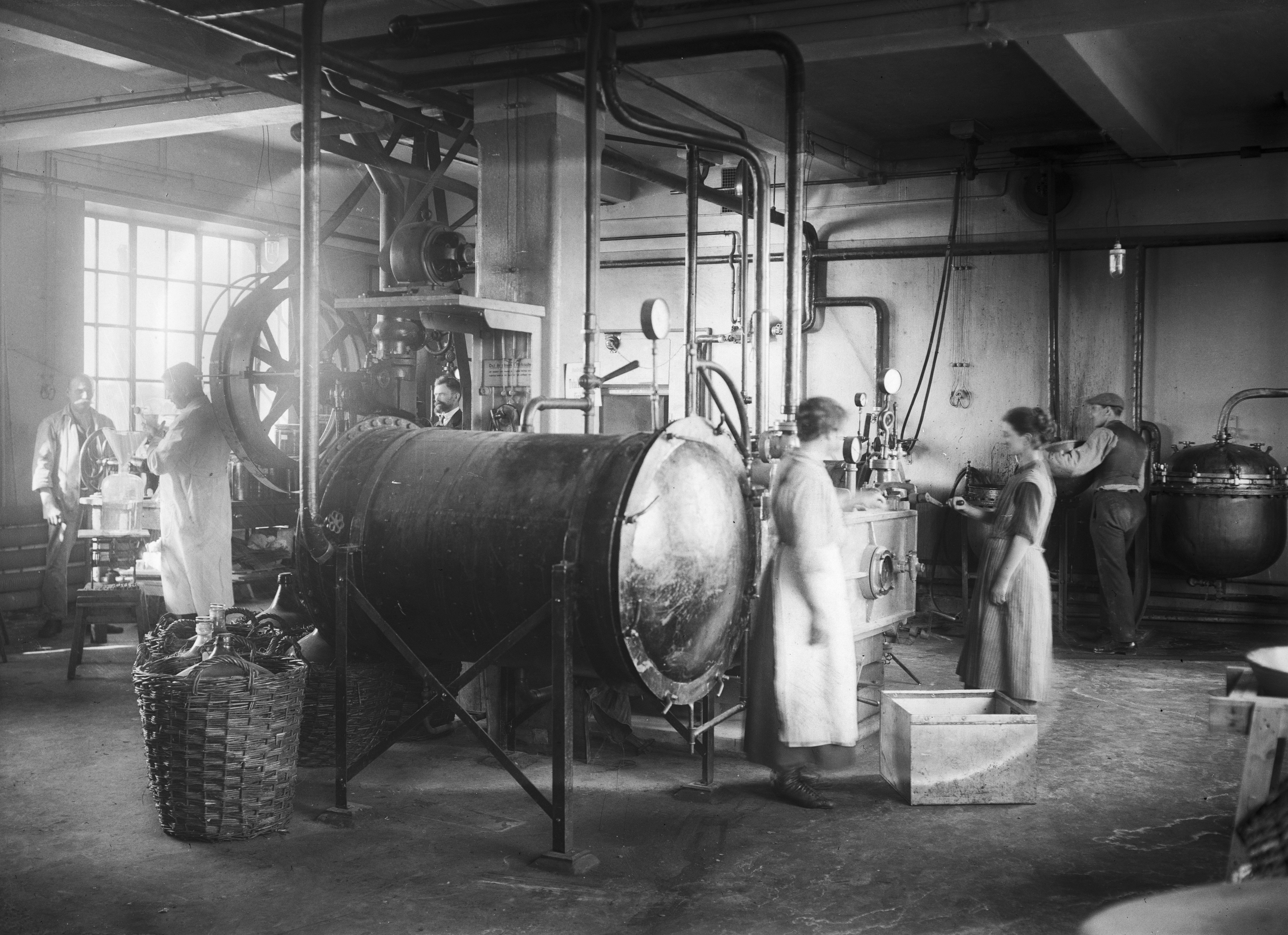
Interiör, tillverkning på 1920-talet.
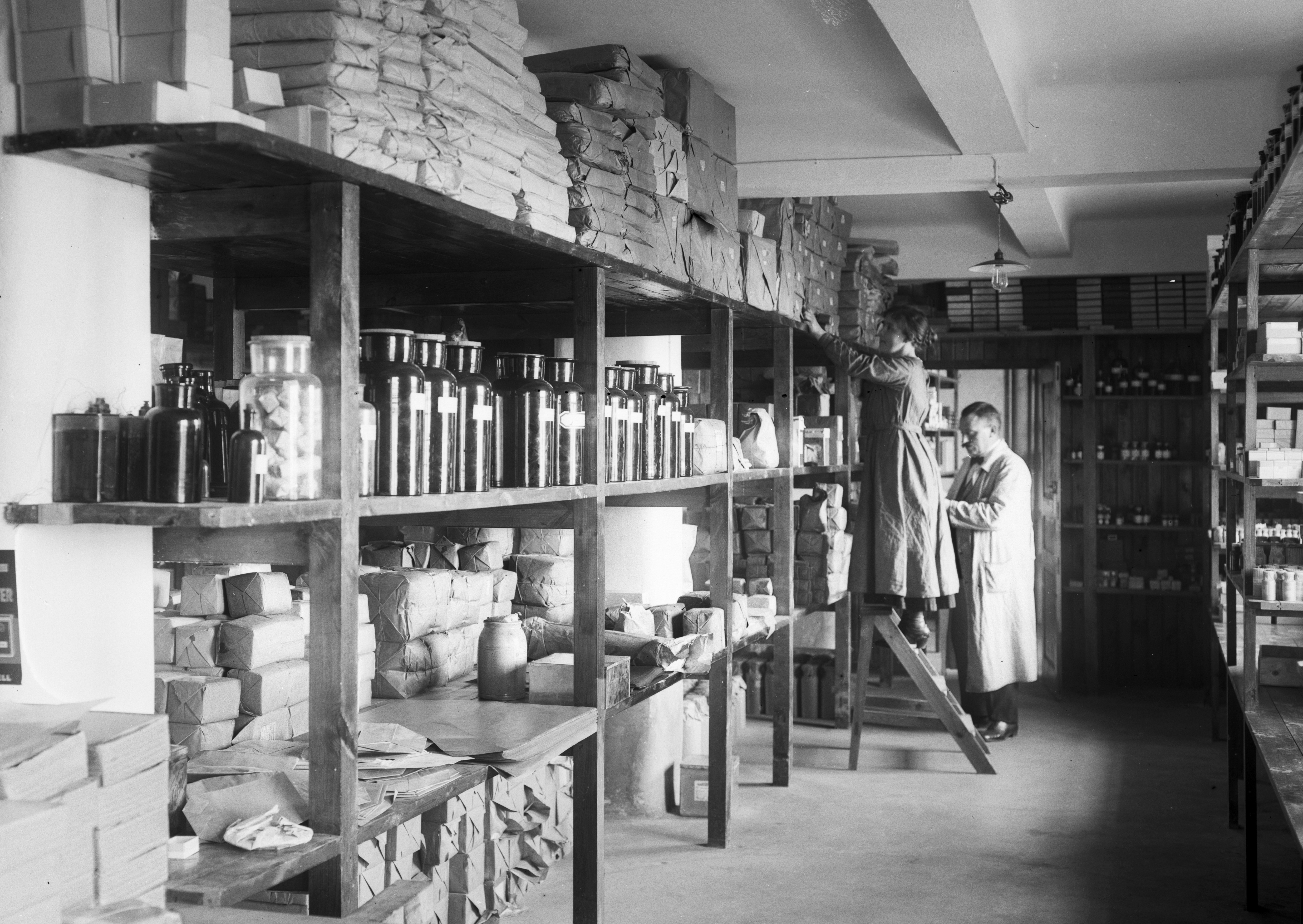
Interiör, lager på 1920-talet.

### AB Atomenergis tid

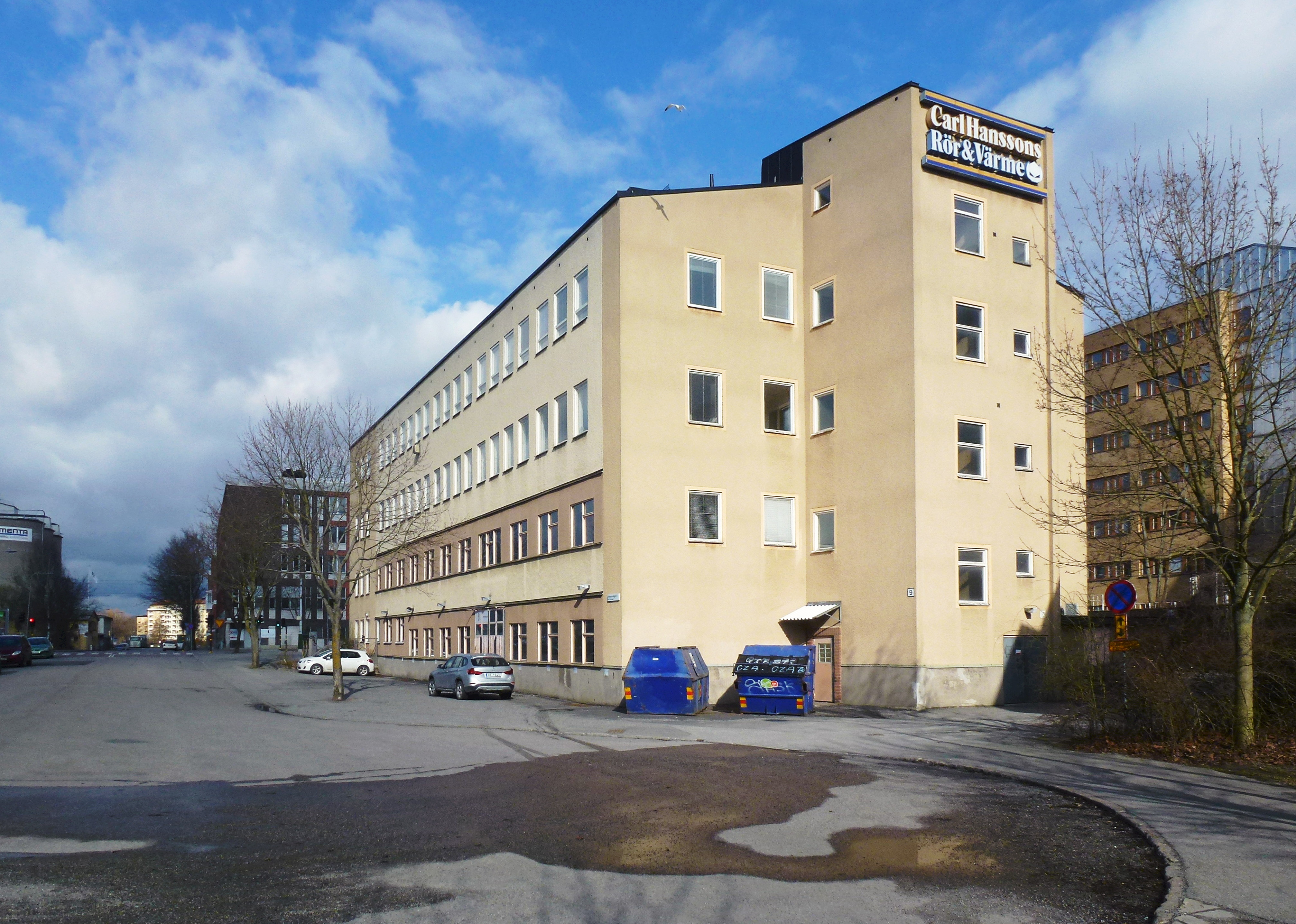
Rosteriet 5 byggt 1955 för AB Atomenergi som kontor och laboratorium, foto 2015.

Under 1950- och 1960-talen samlade AB Atomenergi delar av sin verksamhet i Liljeholmen. I fastigheten Rosteriet 5, 6 och 7 hade bolaget  administrationslokaler, kontor, laboratorium samt lager för uran. I kvarterets västra del mot Trekantsvägen (Rosteriet 5 hus 1) och mot Lövholmsvägen (Rosteriet 6 hus 2) lät AB Atomenergi under 1950-talets slut uppföra byggnader för kontor, verkstad, laboratorium och fabrik. Anläggningen ritades av industriarkitekten Karl G.H. Karlsson. I fabriken framställdes bränslestavar avsedda för svenska forskningsreaktorer. I kvarters södra del (tidigare kvarteret Lilla Katrineberg) tillkom 1967 ytterligare byggnader för AB Atomenergi, arkitekt Gustaf Kaunitz. På 1970-talets slut flyttades AB Atomenergis verksamhet successivt från Stockholm till Studsvik.

### Kvarteret Rosteriet idag
Efter flytten från Liljeholmen revs Kathreinshuset samt nästan alla andra äldre byggnader i kvarterets mellersta del utom Rosteriet 6 hus 2. På platsen uppstod på 1980-talet ett stort byggnadskomplex för kontor och lätt industri ritat av arkitekt Bengt Hidemark. Nästa rivning inleddes 2013 i kvarterets östra del (Rosteriet 7). Då försvann det så kallade Nutekhuset uppkallat efter Nutek som flyttade in efter AB Atomeneri. Mellan 2013 och 2015 uppfördes ett nytt bostadshus med 225 lägenheter, förskola, butikslokaler och parkeringsgarage, ritad av KOD Arkitekter.
Från AB Atomenergis tid existerar idag (2020) bara byggnaden i Rosteriet 5 hus 1 och Rosteriet 6 hus 2. Den senare är grönmärkt av Stadsmuseet i Stockholm vilket innebär ”att byggnaden representerar ett högt kulturhistoriskt värde och är särskilt värdefulla från historisk, kulturhistorisk, miljömässig eller konstnärlig synpunkt”. Rosteriet 6 och 8 ägs av Vasakronan.

### Nutida bilder

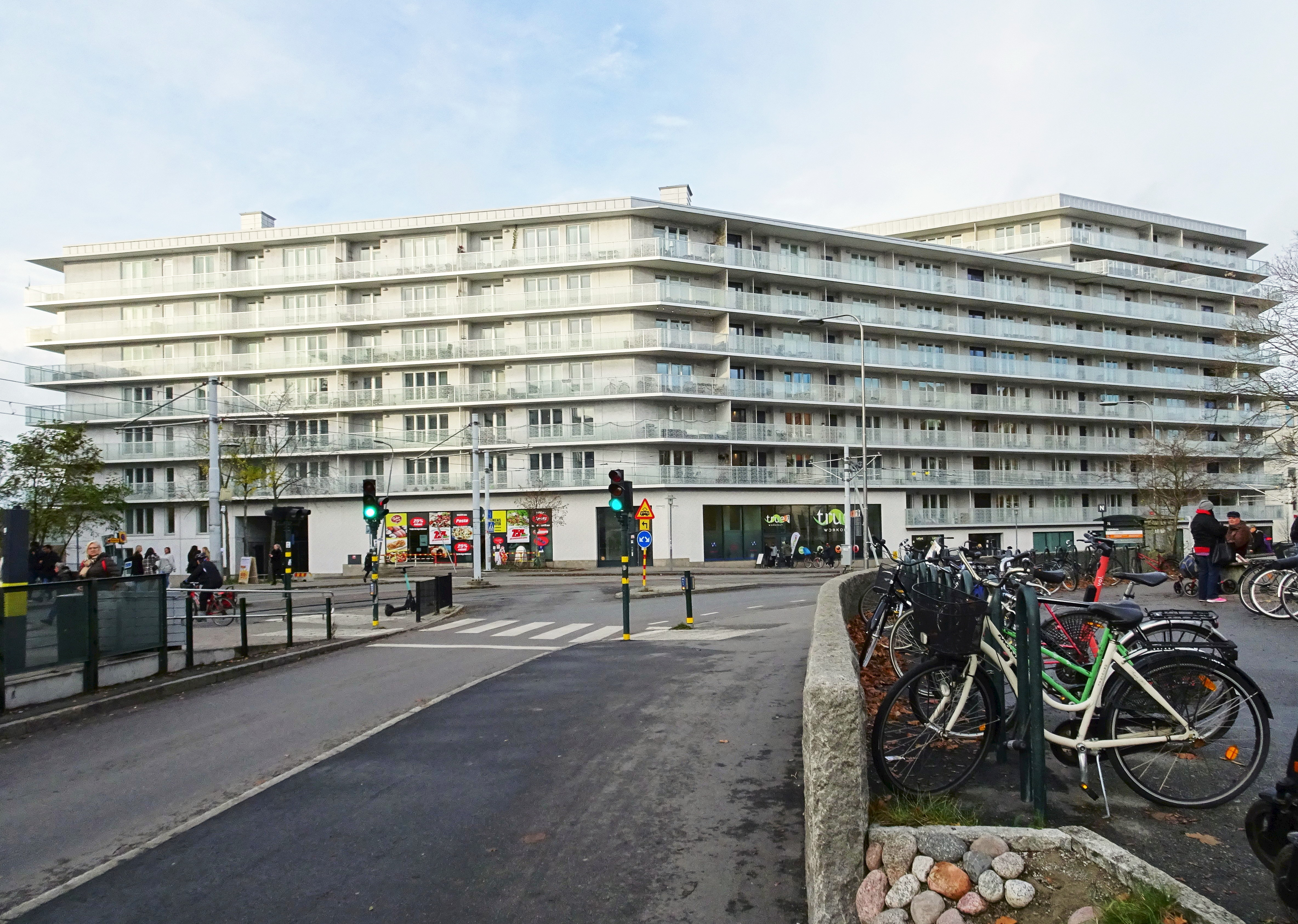
Nybygget i Rosteriet 7, byggår 2013.
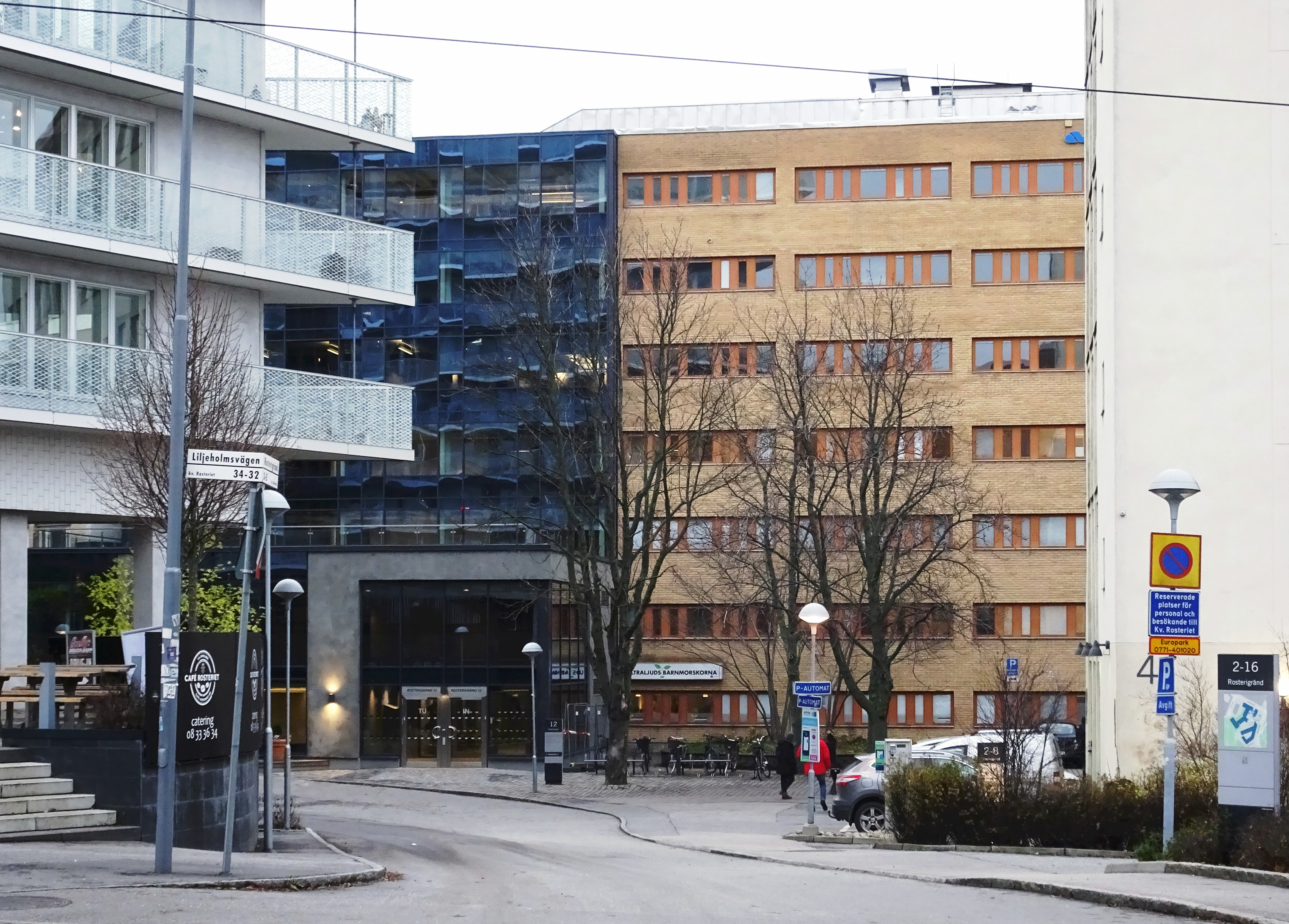
Rosterigränden med Rosteriet 7 till vänster och Rosteriet 6 hus 1 rakt fram.
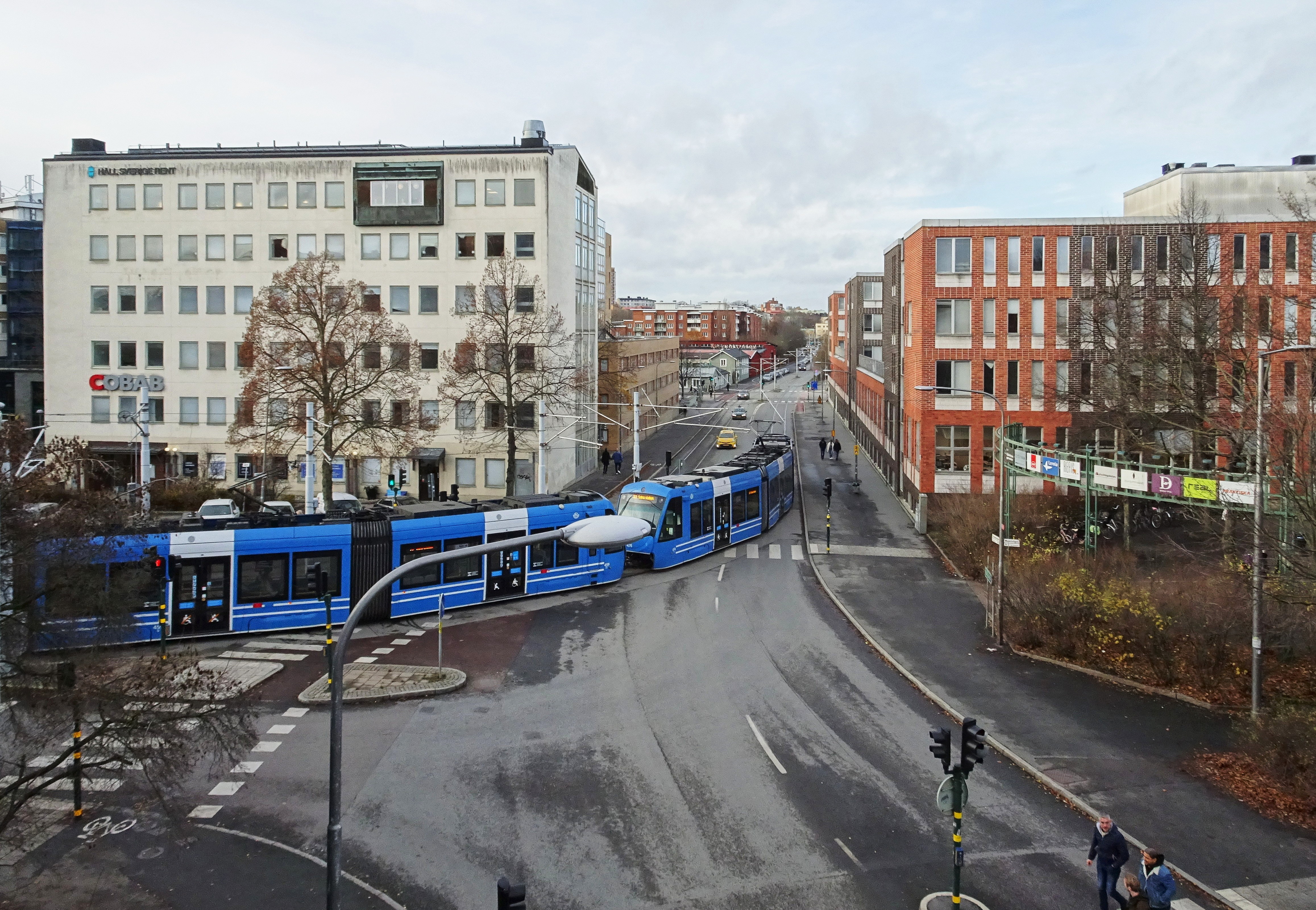
Vy från Liljeholmberget västerut, närmast Rosteriet 6 hus 2, byggår 1957.
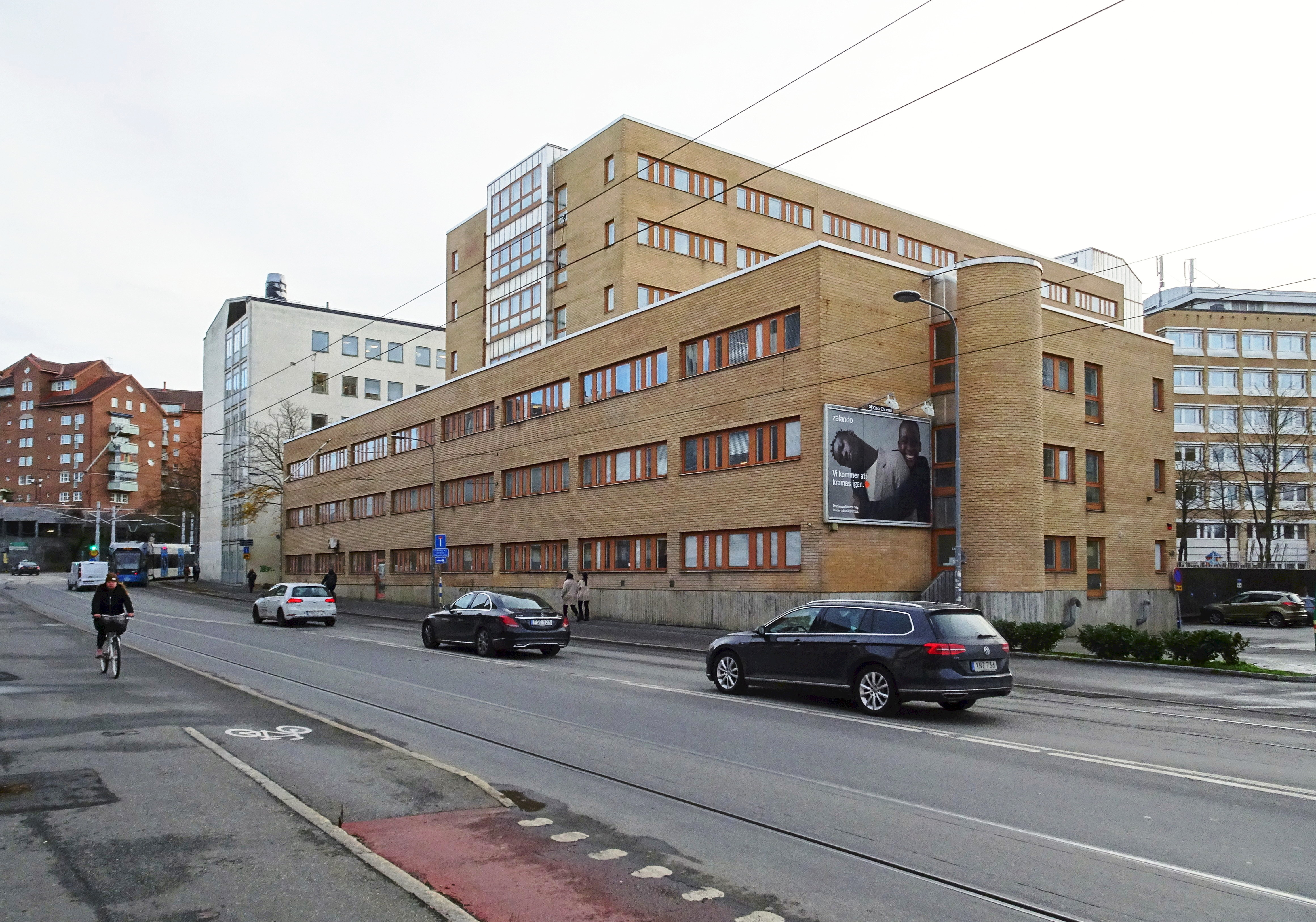
Rosteriet 6 hus 1 byggår 1979, vy från Lövholmsvägen.

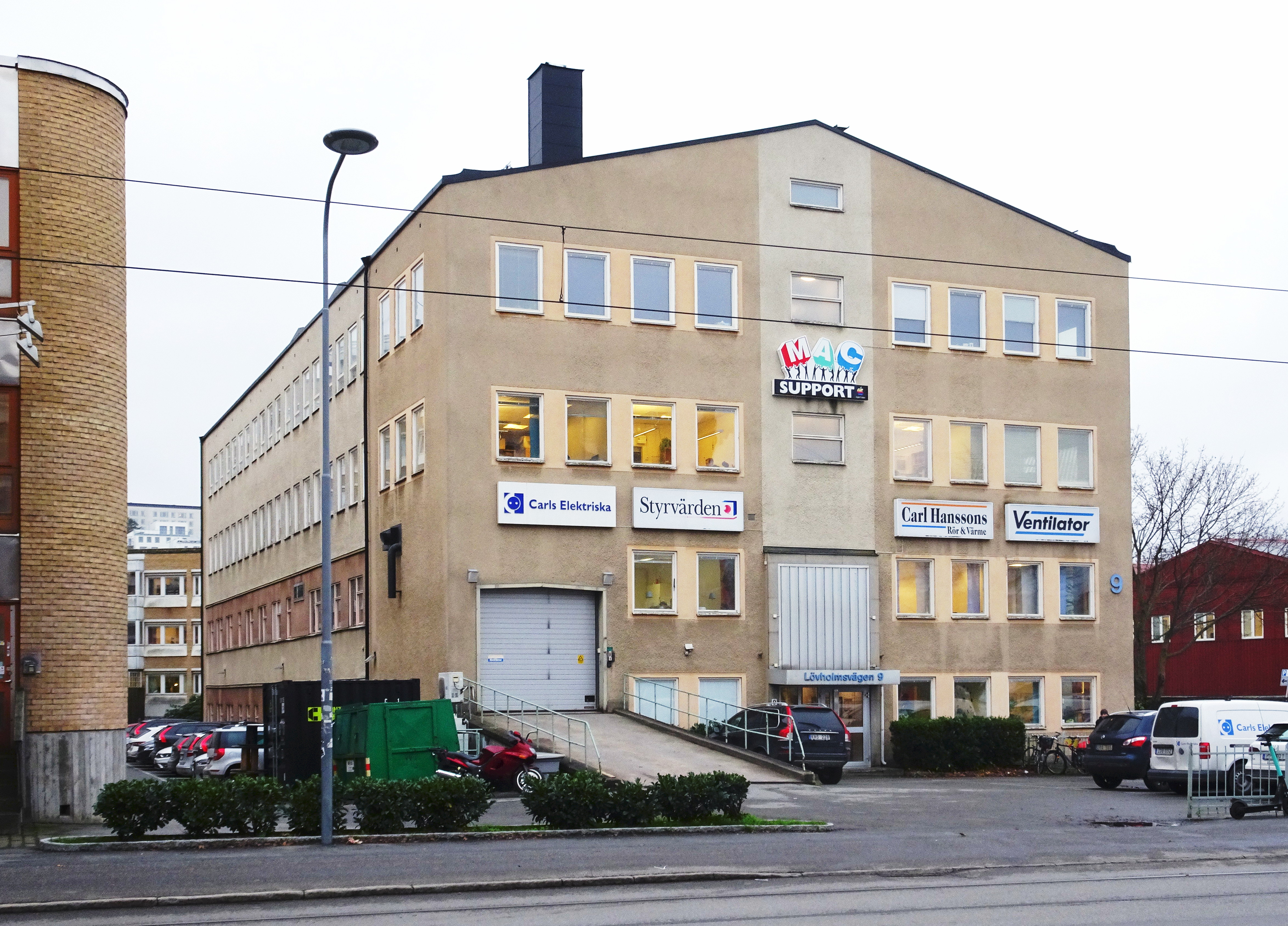
Rosteriet 5 byggår 1955, vy från Lövholmsvägen.
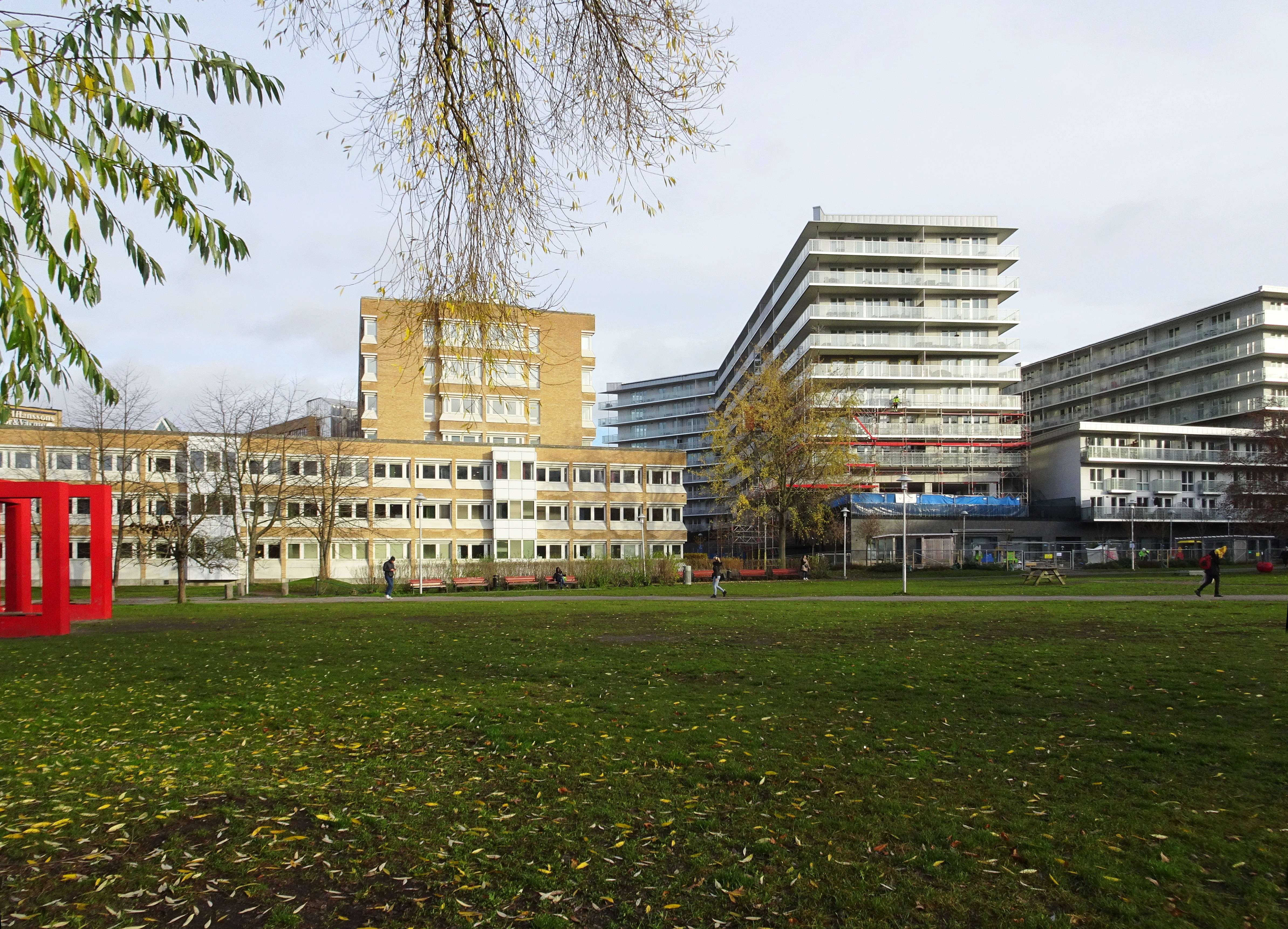
Kvarteret Rosteriet sett från Trekantsparken.
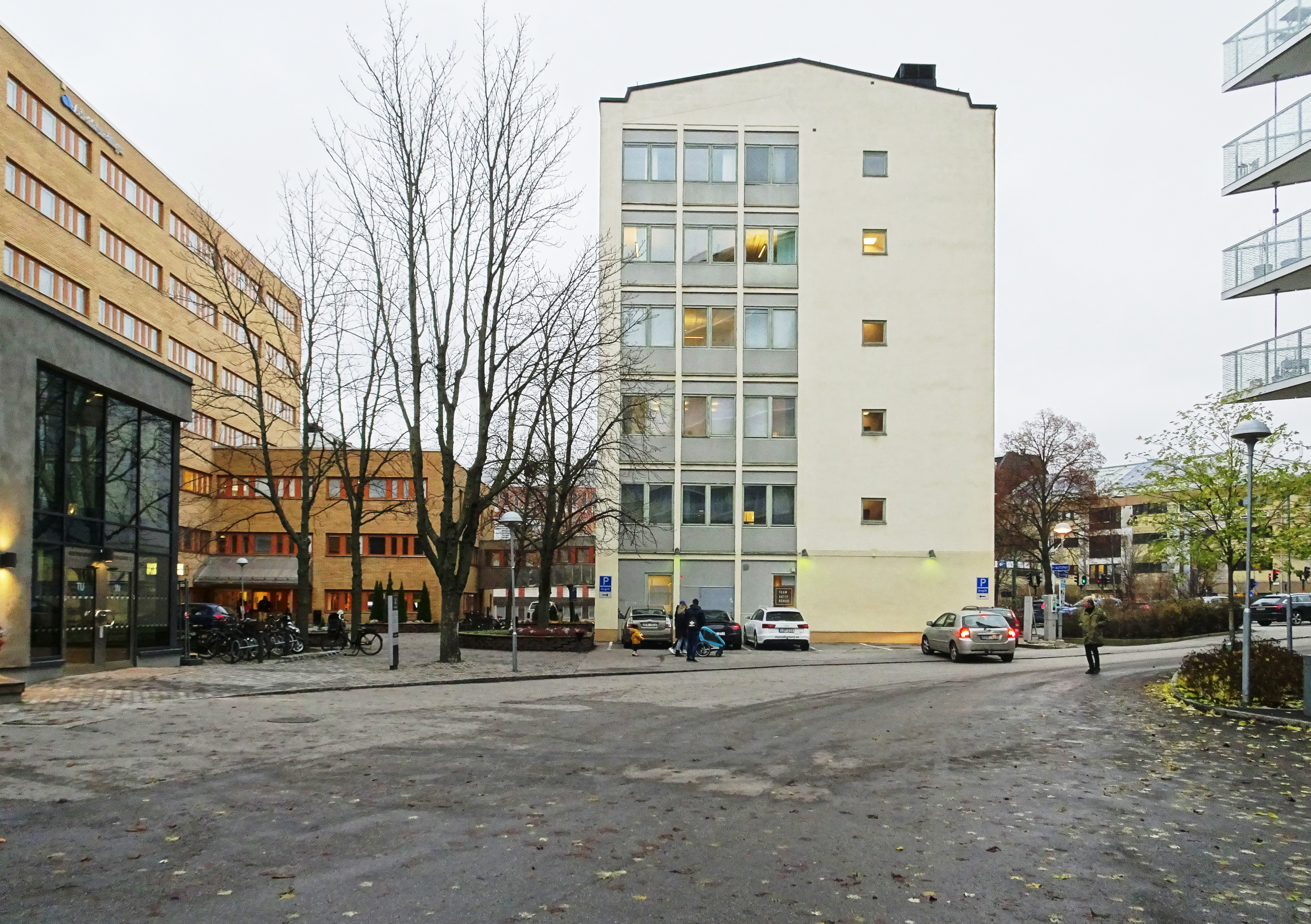
Rosteriet 6 hus 2 sett från Rosterigränden.
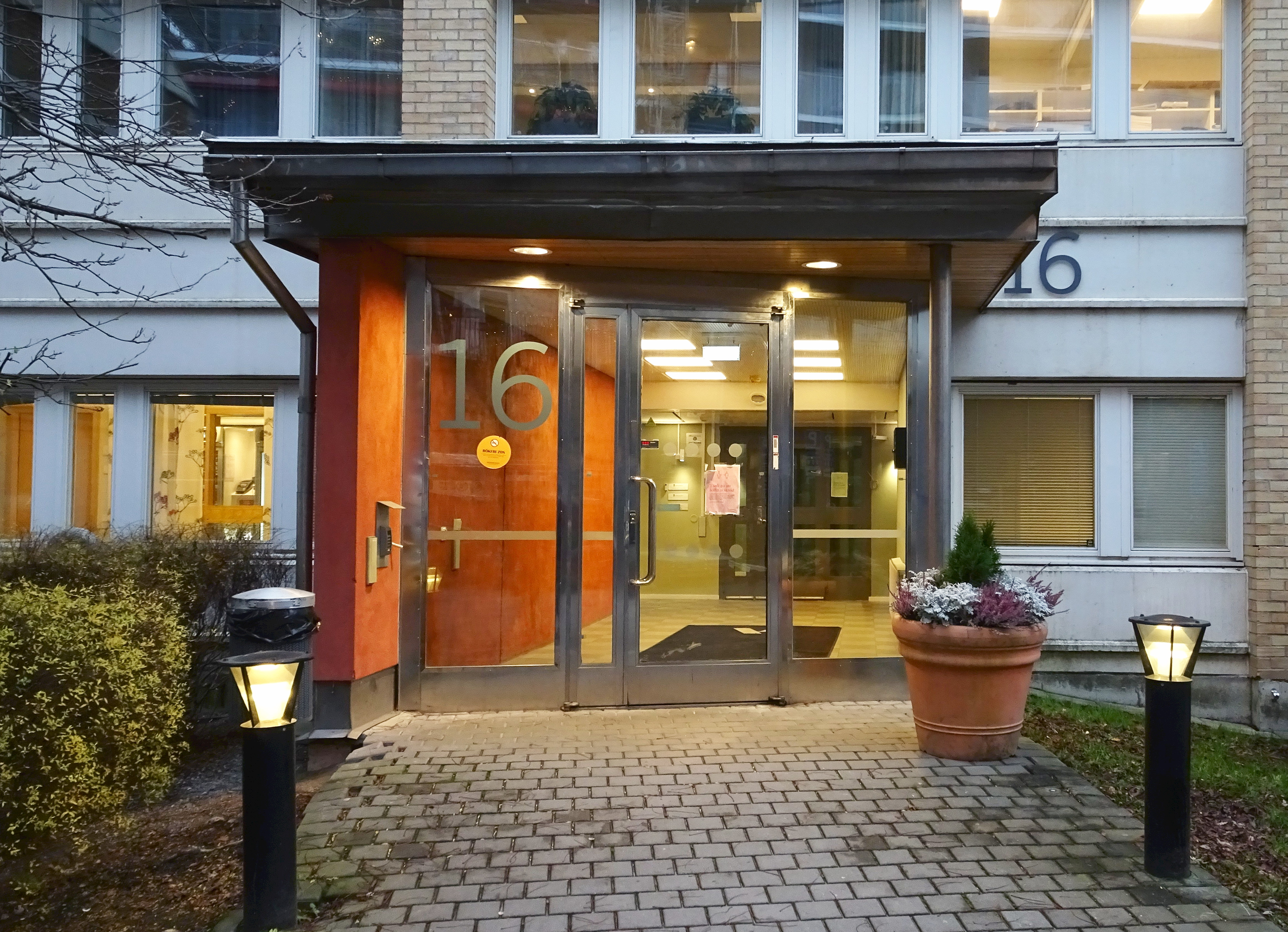
Rosteriet 6 hus 1, Rosterigränden 16.